# Amalia Martínez
Amalia Martínez García es una física mexicana cuya investigación se centra en la combinación de la óptica y la metrología. Es investigadora en el Centro de Investigaciones en Óptica en León, Guanajuato y exdirectora del centro y expresidenta de la Academia Mexicana de Óptica.

## Biografía
Estudió física como licenciatura en la Universidad Autónoma de Nuevo León. Obtuvo una maestría en física aplicada en el Centro de Investigación Científica y de Educación Superior de Ensenada (CICESE), incorporándose posteriormente como investigadora en 1987, y completando un doctorado a través del Centro de Investigaciones en Óptica,  a donde se trasladó en 2002.
Fue directora del Centro de Investigaciones en Óptica en 2013, y presidenta de la Academia Mexicana de Óptica (AMO) para 2015-2016. En el Centro de Investigaciones en Óptica, continúa dirigiendo el Laboratorio de Ensayos Ópticos y Mecánicos. Es miembro Nivel III del Sistema Nacional de Investigadores.

### Reconocimiento
Fue nombra miembro de la Sociedad Óptica Estadounidense en 2024, "por sus importantes contribuciones a la metrología óptica 3D, la formación de estudiantes y el avance de la ciencia en México y América Latina".